# Powa
Powa is een Zwitsers historisch merk van motorfietsen.
De bedrijfsnaam was Polyester Walther, Basel.
Toen Hans Walther zijn merk Powa oprichtte was hij voormalig autocoureur, maar ook binnenhuisarchitect en ontwerper van race- en sportwagens en van de stroomlijnkuipen van de Kawasaki KR 250 van Toni Mang en de 50cc-Kreidler en Krauser-racers van Stefan Dörflinger. Samen met Hansjörg ("Hausi") Hilti ontwikkelde hij de Moko Harley-Davidson. 

## Powa D10
Eind 1986 bouwden Walther en Hilti een eigen model voor Powa, de Powa D10. De samenwerking met Moko was duidelijk omdat de machine, waarvan er in oktober 1987 slechts vier gebouwd waren, soms waren voorzien van het opschrift "Moko Powa D10" of "Strahm Racing" (Ernst Strahm was een van de mede-oprichters van Moko). De machine, van oorsprong een Yamaha FZ 750, was helemaal ingepakt in een grote druppelstroomlijn, die zelfs het achterwiel omsloot. Met een race-kit leverde deze motor 135 pk en Powa claimde daarmee, dankzij de lage weerstandscoëfficiënt, een topsnelheid van meer dan 300 km/uur. De machine kon echter ook met een standaard blok van 105 pk geleverd worden. Dan was de prijs 26.000 Zwitserse franken. Onzichtbaar had de machine echter wel een ander frame, dat door Hilti was ontwikkeld. Het had een grote bovenbuis waarin ook de motorolie werd vervoerd en het leek erg veel op een Egli-frame. Dat was niet onlogisch, want Hilti had voor Fritz Egli in Bettwil gewerkt. De bekende journalist/testrijder Alan Cathcart testte de machine in 1987. Hij vond de rij-eigenschappen niet veel anders dan die van een standaard FZ 750, maar had twijfels over de zijwindgevoeligheid, een bekend euvel bij druppelstroomlijnen, dat hij op de windstille testdag niet kon beoordelen. Bij sportief rijgedrag schraapte de stroomlijnkuip af en toe over de grond en er waren twijfels over de opbrengst van de koplamp en het zicht door de vrij donkere, blauwe ruit van de stroomlijn. Op de warme testdag had hij weinig last van warmte achter de kuip, dankzij de vele grote koelluchtsleuven in de kuip. 

## Prototypen
Er was in die tijd ook sprake van de ontwikkeling van de Powa D14 met het blok van de Kawasaki GPz 750 en de Kawasaki GPz 900, die alleen in groen verkrijgbaar zou zijn, maar die machine kwam er niet. Walther ontwierp in 1989 een compleet andere machine in twee versies. De Powa El-Tox Citybike zou een elektrische motorfiets worden met een topsnelheid van 100 km/uur en een actieradius van 50 km. De berijder zat onder een dakje (zie: Enclosed Narrow Vehicle) en de machine was bedoeld voor woon-werkverkeer in de stad. "El" stond voor "elektrisch" en "Tox" voor non-toxic (niet giftig). de Powa De-Tox Citybike zou een 125cc-motor met katalysator krijgen, maar verder identiek zijn. Beide modellen werden nooit gebouwd, het bleef bij een schaalmodel. Een jaar later verscheen er een heel vergelijkbaar model, de BMW C1.